# Château-Landon (metrostation)
Château-Landon er en station på linje 7 i metronettet i Paris, beliggende i 10. arrondissement. Stationen blev åbnet 5. november 1910. Den har fået sit navn efter rue Château-Landon, som blev opkaldt efter familien Château-Landon fra Seine-et-Marne. Denne vej er sammen med rue du Faubourg-Saint-Martin en del af den romerske vej fra Lutetia til øst-Flandern via Saint-Denis.
Stationen kommer til at blive endestation for linje 15 som vil være en kombination af linjerne 3bis og 7bis. Disse er planlagt sammenlagt inden 2013.

## Trafikforbindelser
- En korridor forbinder stationen med jernbanestationen Gare de Paris-Est.
- RATP